# Каштел Терлеи
Каштел Терлеи, дворац породице Терлеи налази се у пољопривредно-туристичком комплексу "Зобнатица", у Севернобачком округу, удаљеном 5 km од Бачке Тополе. Саградио га је велепоседник Ђула Терлеи 1882. године. Пољопривредно туристички комплекс "Зобнатица" надалеко је познат по ергели коња чија су грла владала хиподромима бивше Југославије али и по Каштелу Терлеи који је данас преуређен у хотел.

## Локација
Каштел Терлеи се налази на пољопривредно-туристичком комплексу "Зобнатица", удаљеном неколико километара од Бачке Тополе на Суботичком путу.

## Историја
Зграду каштела изградио је спахија Ђула Терелеи, брат познатог произвођача шампањца, давне 1882. године, а данас је један од 28 двораца и каштела у Војводини који су проглашени за добро од општег значаја и под заштитом је Завода за заштиту споменика културе.
Ђула Терлеи се бавио узгајањем коња и пољопривредом, као и већина великашких породица у Војводини. 
Ђула Терлеи, подигавши каштел 1882. године, је поред дворца на имању изградио и низ пратећих објеката (бирошких кућа, економских зграда, штала).

## Изглед каштела
Зграда је спратна и грађена је у духу позног класицизма. Каштел је изграђен као спратни објекат са основом крстастог облика, делимично малтерисана, али грађена фасадном опеком. Пратећи објекти дворца су штале, економске зграде и куће. Простире се на површини од 1170 m².
На предњој фасади је истурен централни ризалит, док се на задњој страни налази тераса са кровом који носе осам стубова. На бочној страни крова налази се кула осматрачница са које се види готово цело имање. Кров на кули је такође четворосливни, који на завршетку има мању пирамиду.
Изглед му је значајно измењен у односу на период када је саграђен.
Са задње стране, педесетак метара од дворца, на обали језера налази се некада тајни излаз из каштела.

## Каштел данас и његова реконструкција
Каштел је претворен у хотел који носи назаив "Јадран". Реконструкција сада хотел - каштела "Терлеи" трајала је 70 радних дана, а дворац је у новом руху заблистао на свечаном отварању крајем априла 2012. године.
Обновом хотела - каштела Терлеи, добијени су нови садржаји. Данас хотел располаже са 20 соба од чега 16 двокреветних и 3 једнокреветне и једним апартманом.
На имању поред каштела налази и ергела коња, хиподром, музеј коњарства, галерија слика, а у непосредној близини и Зобнатичко језеро.